# 올라프 크바란

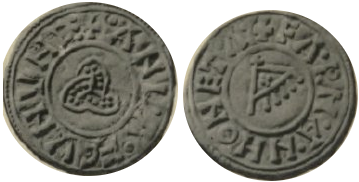
올라프 크바란 시절 요크셔에서 조폐된 은화. 앞면에는 트라이퀴트라 문양과 앵글로색슨어로 "올라프 왕"(ANLAF CVNVNCC)이라는 낱말이 명각되어 있고 뒷면에는 흐라픈스메르키 문양과 화폐발행자의 이름 "파르만 모네타(FARMAN MONETA)"가 명각되어 있다.

올라프 시그트뤼그손(고대 노르드어: Óláfr Sigtryggsson, 아일랜드어: Amlaíb mac Sitric 아믈리브 막 시트리크)은 올라프 크바란(고대 노르드어: Óláfr kváran, 아일랜드어: Amlaíb Cuarán 아믈라브 쿠어란, 927년경 – 981년)이라는 별명으로 더 유명한 10세기 노르드게일인 지배자이다. 더블린 왕국과 요르비크 왕국의 국왕을 지냈다. 그의 이명 "크바란"은 대개 "샌들"이라는 뜻으로 풀이된다. 브리튼 제도의 정치사에서 주요한 영향을 끼친 마지막 이바르 가 사람이다.
올라프 크바란은 요르비크의 왕위에 올랐다가 폐위되었다가 복위하기를 두 번 또는 세 번 반복했으며, 더블린 왕위는 두 번 반복했다. 이들 영지에 대한 올라프의 지배 기간은 대략 40년 정도이다. 올라프는 강대한 전사이자 교회약탈자로 이름을 날렸으나 말년에는 이오나 수도원에서 여생을 보내다 죽었다. 이바르 왕가는 브리튼 제도 곳곳의 지역에 지배권을 행사하던 세력이었지만, 올라프 사망 시점의 더블린 왕국은 약소국으로 전락해 있었다. 그러나 더블린은 대서유럽 무역의 중심지가 되어 경제적으로는 번영을 누렸고, 이에 따라 에린 땅의 여러 왕들이 더블린을 탐내게 되었다.
올라프는 중세 잉글랜드 무훈시 등장인물 데인인 하벨로크의 원형이 된 인물이다. 올라프는 게일 음유시인들과 노르드 스칼드 시인들을 후원했으며, 이들 시인들은 후원자를 찬양하는 글을 써 보답했다. 올라프는 최소 2번 이상 결혼했고, 많은 자식들을 낳았다. 올라프의 자식들은 여러 게일 왕가들 및 노르드 왕가들과 결혼관계를 맺었다. 맨섬과 헤브리데스에서는 올라프의 후손들이 13세기까지 왕 노릇을 했다.
| 올라프 구드프리다르손 | 제13대 요르비크 국왕 (로근발드 구드뢰다르손과 공동통치?) 941년–944년 | 로근발드 구드뢰다르손 또는 잉글랜드의 지배 |

| 블라카리 구드뢰드손 | 제11대 더블린 국왕 945년–947년 | 블라카리 구드뢰드손 |

| 잉글랜드의 지배? | 제15대 요르비크 국왕 949년–952년 | 에이리크 블로됙스 |

| 구드뢰드 시그트뤼그손 | 제14대 더블린 국왕 952년–980년 | 야른크네 |